# Organe de mașini
Organele de mașini sunt piese sau subansamble, având un rol funcțional bine determinat, care intră în componența mașinilor și mecanismelor și, datorită formei lor asemănătoare, pot fi calculate separat.
Termenul mașini din expresie are sens generic, nu doar sensul restrâns de autoturisme.

## Categorisire
Organele de mașini sunt componente elementare ale mașinilor. Ele pot fi categorisite în trei părți:
1. componente structurale, cum ar fi carcase, lagăre (cu alunecare sau pe rulmenți), axe, elemente de asamblare/fixare, lubrifianți;
2. mecanisme, care controlează mișcarea în diverse moduri, cum ar fi angrenaje, curele sau lanțuri de transmisie, legături articulate, came și roți de camă, frâne și ambreiaje;
3. componente de control, cum ar fi butoane, comutatoare, indicatoare, senzori, actuatori și controlere electronice.

Organe de Mașini, ca obiect de studiu, este o disciplină fundamentală în facultățile de mecanică ale universităților tehnice. iar la celelalte facultăți tehnice sunt incluse cursuri conform planului didactic funcție de relevanța acestei discipline pentru celelalte profiluri tehnice.

## Domeniu
Unul dintre domeniile organelor de mașini este cel al organelor de asamblare. Asamblările pot fi nedemontabile sau demontabile. Asamblările nedemontabile, numite și îmbinări, nu mai pot fi desfăcute decât prin distrugerea parțială sau totală a pieselor îmbinate. Astfel de îmbinări sunt cele prin nituire, sudare, lipire, prin formă (fălțuire) sau combinate. Asamblările demontabile permit montarea și demontarea repetată a pieselor fără o deteriorare a lor. Asamblările demontabile pot fi prin formă - cu pene, știfturi, caneluri, dinți, profile - cu șuruburi și piulițe, prin forțe de frecare - pe conuri, cleme sau altfel de stângere.
Tot asamblări sunt considerate și asamblările elastice. Acestea pot fi cu arcuri sau alte elemente elastice. Arcurile pot fi cu foi, bare de torsiune, elicoidale, spirale, inelare, disc sau bloc.
Alt domeniu al organelor de mașini sunt osiile, arborii și sistemele lor de susținere - lagărele, lagăre care pot fi cu alunecare sau cu rostogolire, pe rulmenți, inclusiv problemele de ungere a lor.
Tot din domeniul organelor de mașini fac parte transmisiile. În afară de arbori și cuplaje, transmisiile pot fi prin frecare - roți, curele late sau curele trapezoidale - curele dințate, lanțuri, roți dințate (angrenaje) cilindrice, conice, elicoidale, melcate sau altele. Prin intermediul variatoarelor și reductoarelor transmisiile pot modifica turația sau momentul transmis, făcând și ele parte din organele de mașini.
Organele de mașini tratează și realizarea unor mecanisme complexe, cum ar fi mecanismul bielă-manivelă, unde, în afară de optimizarea formei, interesează modul de asamblare, respectiv măsurile pentru reducerea tensiunilor în șuruburile de bielă, realizarea lagărului de articulare cu fusul maneton, respectiv ungerea lui. De asemenea, cuprinde și organele de conducere a circulației fluidelor, cum sunt îmbinările țevilor, flanșele, coturile, ramificațiile, reducțiile, robinetele, vanele (valvele) și supapele (ventilele).

## Clasificare
Din punct de vedere constructiv organele de mașini se clasifică în:
- organe de mașini simple, formate dintr-o singură piesă, de exemplu un șurub, o pană sau un arbore;
- organe de mașini compuse, alcătuite din mai multe piese, de exemplu un lagăr.

Din punct de vedere funcțional organele de mașini se clasifică în:
- organe de mașini pasive;
- organe de mașini active.